# 高埔北村
高埔北村，位於香港新界北區 (香港)，位於龍躍頭之東北、孔嶺、坪輋之西南；東南有高莆村和新塘莆村，南面有軍地北村、虎地排村和布吉仔村，西南有馬料水新村。沙頭角公路龍躍頭段途經該地。